# Oxira viaria
Oxira viaria là một loài bướm đêm trong họ Noctuidae.